# 松永昌博
 松永 昌博（まつなが まさひろ、1953年12月17日 - ）は、日本中央競馬会 (JRA) 栗東トレーニングセンターに所属していた元調教師、元騎手。中央競馬騎手・調教師であった松永善晴は義父。旧姓・舞原（まいはら）。ナイスネイチャの主戦騎手としても知られる。

## 来歴
1953年、鹿児島県肝属郡田代町（現・錦江町）に生まれる。身体が小柄であったことから親戚より騎手になることを勧められ、中学校卒業後に阪神競馬場の曽場広作厩舎に入門、騎手候補生となった。騎手免許試験6度の不合格を経て、1977年に22歳で騎手免許を取得。曽場厩舎からデビューした。

### 騎手時代
1977年3月に初騎乗、4月2日に初勝利を挙げた。当年、32勝を挙げて関西所属新人騎手の最多勝記録を更新。中央競馬関西放送記者クラブ賞に選ばれたが、シーズン中に制裁による騎乗停止処分を受けていたため、規定により「新人賞」ではなく「敢闘賞」を受賞した。同年に曽場が病気で死去し、翌1978年より松永善晴厩舎に移籍する。1983年には松永の娘と結婚・婿養子となり、松永昌博と改姓した。
1986年12月、ポットテスコレディで阪神牝馬特別を制し、デビュー9年目で重賞初勝利を挙げる。以後も中堅騎手として活動を続け、1991年からはナイスネイチャの主戦騎手を務め、「善戦ホース」として人気を博した同馬とともに知名度を上げた。以後もトーヨーリファールなどで重賞に勝利。1997年にはトーヨーシアトルで地方交流GI競走の東京大賞典を制し、騎手生活唯一のGI級競走制覇を果たした。
2000年代に入ると年間勝利数がひと桁に落ち込むようになり、2002年2月28日をもって騎手を引退した。通算5846戦544勝（うち障害3勝）、重賞25勝。

### 調教師時代
騎手引退後、松永善晴厩舎の調教助手を経て、2005年に調教師免許を取得。翌年、栗東トレーニングセンターに厩舎を開業した。初出走は2006年3月11日中京競馬第6競走のシシャモムスメ（11着）、初勝利は同年7月2日、京都競馬第6競走でヒカリクロメート（のべ42頭目）であった。2008年にマルカフェニックスで阪神カップを制し、重賞初勝利を挙げている。2010年10月30日にはスワンステークスをマルカフェニックスで制し、JRA通算100勝を重賞勝利で飾っている。2011年11月20日にエイシンアポロンがマイルチャンピオンシップに優勝し、騎手時代を含めても初となるJRAのGI級競走勝利を挙げた。
2024年3月5日をもって定年のため、調教師を引退した。

## 騎手成績
| 通算成績 | 1着 | 2着 | 3着 | 4着以下 | 騎乗回数 | 勝率 | 連対率 |
| -------- | --- | --- | --- | ------- | -------- | ---- | ------ |
| 平地     | 541 | 576 | 561 | 4,146   | 5,824    | .093 | .192   |
| 障害     | 3   | 1   | 3   | 15      | 22       | .136 | .182   |
| 計       | 544 | 577 | 564 | 4,161   | 5,846    | .093 | .192   |

|            | 日付           | 競走名             | 馬名               | 頭数 | 人気 | 着順 |
| ---------- | -------------- | ------------------ | ------------------ | ---- | ---- | ---- |
| 初騎乗     | 1977年3月6日   | 障害未出走・未勝利 | スミマル           | 7頭  | -    | 5着  |
| 初勝利     | 1977年4月2日   | 5歳以上300万下     | ナニワスピード     | 9頭  | 2    | 1着  |
| 重賞初騎乗 | 1977年5月1日   | 京都4歳特別        | ケンセイズグ       | 9頭  | 7    | 3着  |
| 重賞初勝利 | 1986年12月21日 | 阪神牝馬特別       | ポットテスコレディ | 17頭 | 1    | 1着  |
| GI級初騎乗 | 1979年4月8日   | 桜花賞             | ダイワプリマ       | 22頭 | 8    | 17着 |
| GI初勝利   | 1997年12月28日 | 東京大賞典         | トーヨーシアトル   | 13頭 | 2    | 1着  |

- 全国リーディング最高17位（42勝・1987年）

### 受賞
- 中央競馬関西放送記者クラブ賞敢闘賞（1977年）

### 主な騎乗馬

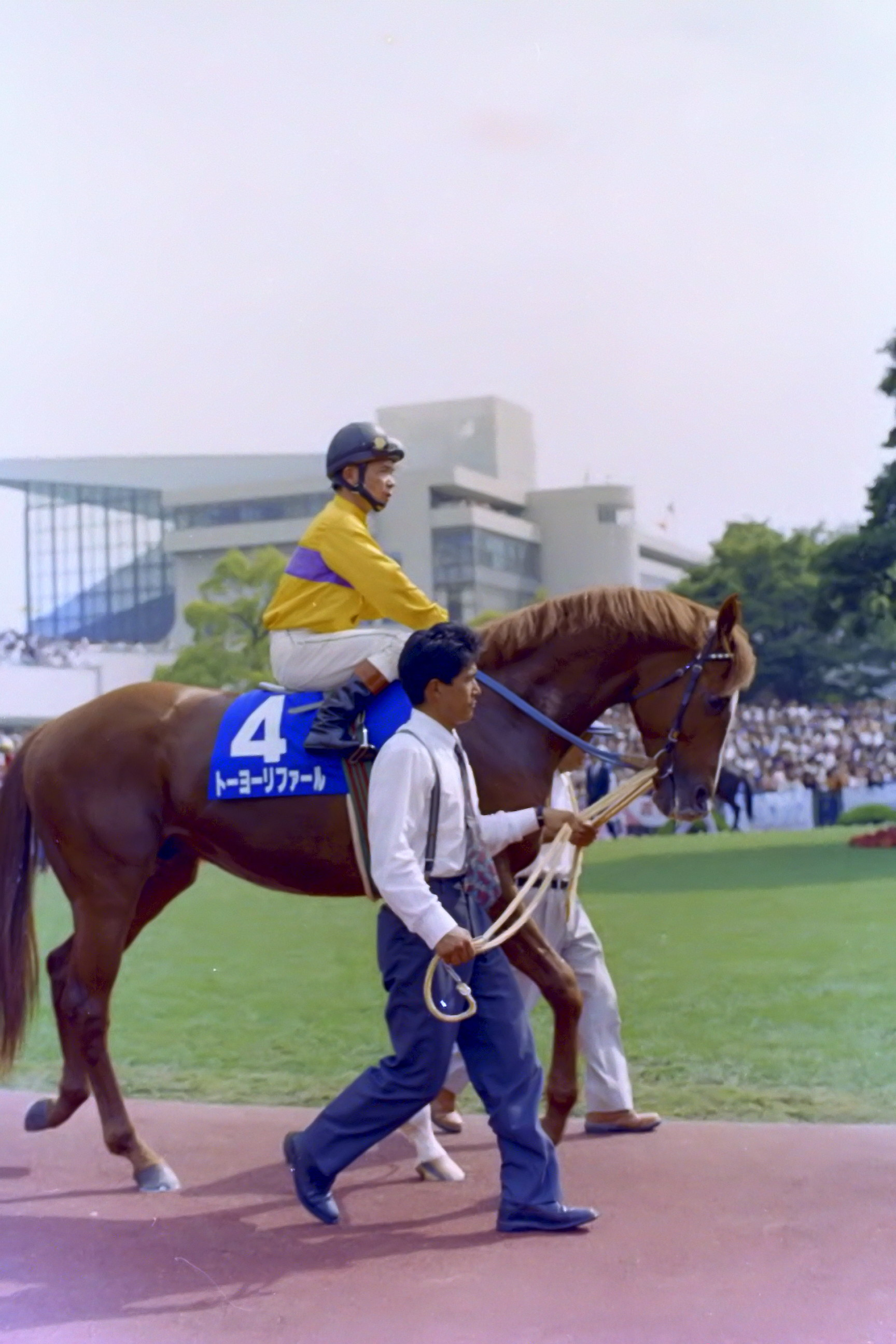
トーヨーリファールに騎乗する松永（第36回宝塚記念）

※括弧内は松永騎乗時の勝利重賞競走。太字はGI級競走。
- ポットテスコレディ（1986年阪神牝馬特別 1987年京都牝馬特別）
- ポットナポレオン（1987年小倉3歳ステークス）
- バンブーメモリー（1989年スワンステークス）
- オースミシャダイ（1990年阪神大賞典）
- ロングムテキ（1990年京阪杯）
- センターショウカツ（1990年神戸新聞杯）
- ナイスネイチャ （1991年京都新聞杯、鳴尾記念、小倉記念 1994年高松宮杯）
- テンザンハゴロモ （1991年サファイヤステークス）
- トーヨーリファール （1993年ニュージーランドトロフィー4歳ステークス 1994年平安ステークス 1995年マーチステークス）
- アルファキュート（1993年サファイヤステークス 1995年中山牝馬ステークス）
- テンザンユタカ （1994年サファイヤステークス、愛知杯）
- トーヨーシアトル （1996年ウインターステークス 1997年東京大賞典、平安ステークス、東海菊花賞）
- トーヨーレインボー （1997年シリウスステークス 1998年中京記念）

## 調教師成績
|            | 日付           | 競馬場・開催  | 競走名         | 馬名               | 頭数 | 人気 | 着順 |
| ---------- | -------------- | ------------- | -------------- | ------------------ | ---- | ---- | ---- |
| 初出走     | 2006年3月11日  | 1回中京3日6R  | 4歳上500万下   | シシャモムスメ     | 16頭 | 5    | 11着 |
| 初勝利     | 2006年7月2日   | 4回京都6日6R  | 3歳未勝利      | ヒカリクロメート   | 15頭 | 3    | 1着  |
| 重賞初出走 | 2006年10月14日 | 5回京都3日11R | デイリー杯2歳S | メイショウバルドル | 13頭 | 12   | 12着 |
| 重賞初勝利 | 2008年12月21日 | 5回阪神6日11R | 阪神C          | マルカフェニックス | 18頭 | 8    | 1着  |
| GI初出走   | 2006年12月3日  | 3回阪神2日11R | 阪神JF         | テンザンコノハナ   | 18頭 | 13   | 14着 |
| GI初勝利   | 2011年11月20日 | 6回京都6日11R | マイルCS       | エイシンアポロン   | 18頭 | 5    | 1着  |

### 主な厩舎所属者
- 森一馬（2011年3月5日‐2024年3月5日。騎手）
- 小沢大仁（2021年3月6日‐2024年3月5日。騎手）

### 主な管理馬
※太字はGI級競走。
- マルカフェニックス（2008年阪神カップ、2010年スワンステークス）
- エイシンボストン（2009年東京ジャンプステークス、小倉サマージャンプ）
- ゼンノパルテノン（2009年東京スプリント）
- エイシンオスマン（2011年ニュージーランドトロフィー）
- ウインバリアシオン（2011年青葉賞、2014年日経賞）
- エイシンアポロン（2011年富士ステークス、マイルチャンピオンシップ）
- ノボリディアーナ（2015年府中牝馬ステークス）
- モルトベーネ （2017年アンタレスステークス）
- ラプタス（2020年黒船賞、2020年・2021年かきつばた記念、2021年サマーチャンピオン、2022年兵庫ゴールドトロフィー）[3]